# 比内町
比内町（ひないまち）は、かつて秋田県北秋田郡にあった町。
2005年6月20日に同じ北秋田郡に属する田代町と共に、隣接する大館市に編入され廃止された。編入後、大館市比内町として地名が残った。

## 町のシンボル
- 町の花はカタクリ、1985年（昭和60年）制定。
- 町の鳥は比内鶏、1985年（昭和60年）制定。
- 町の木はベニヤマザクラ、1967年（昭和42年）制定。
- 町のマスコットは「まねき鶏」のコッコちゃん[1]。
- 比内町民歌[2]

## 地理
町の南東部は高い山々があり、北西部は平地が広がる。町を貫くように犀川が流れる。
- 山:達子森、竜ヶ森、小倉山、早稲山
- 河川:犀川、長部沢川、大谷川
- 湖沼:

### 隣接していた自治体
- 大館市、鹿角市、北秋田市（2005年3月21日まで旧北秋田郡鷹巣町・森吉町と隣接）

## 産業
稲作が盛んだが、ホップやとんぶりの生産も行われている。また、かつて大谷、大葛、立又、大巻、大沢、藤原など多数の鉱山があり、金や銅、石炭が採れた。
日本三大地鶏の一つ比内地鶏は、町の鳥になっている国の天然記念物比内鶏を食用に改良したものである（天然記念物とはいえ比内鶏に食用としての規制はないが、稀少種であるため比内地鶏が開発された。）。特産品として全国に流通しているが、町発行の証書を掲示していない焼鳥屋、食堂のものはニセ物である可能性があった。

## 歴史

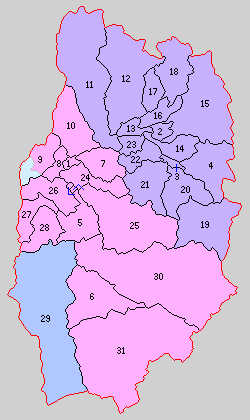
町村制施行時の北秋田郡
3.旧扇田村 19.旧大葛村 20.旧東館村 21.旧西館村（紫：大館市）

町内には縄文時代のものと思われる遺跡があり歴史はかなり古いと思われる。この地域が初めて文献に登場するのは9世紀である。
町名の語源はアイヌ語の「ピ・ナイ」（小石が多い沢）または「ピン・ナイ」（細く深い谷川）に由来するといわれる。また江戸時代、アイヌ語の「ピル・ナイ」（良い沢）が語源だという説を菅江真澄が唱えている。北海道のアイヌ語地名では「ピリカナイ」という沢名がある。アイヌ語の発音は末尾の母音が無い例が多く、この沢は「ピルナイ」という発音に聞こえる。「比内」は中世の文書に「吉比内」と表記している例があり、これを「サッピナイ」と解釈すれば、「サツ・ピ・ナイ」(乾いた石の沢)と解釈できる。1955年の町村合併時に成立した新町の名称として「比内」が採用されたが、本来は大館周辺も含む陸奥国比内郡（のち出羽国秋田郡）という広域地名であった。
- 878年（元慶2年）- 『日本三代実録』によれば元慶の乱で夷俘側についた秋田城下の12村の中に「火内」という村がある。これが比内の初出であると思われる。
- 中世には比内郡（大館盆地）を治める比内浅利氏の居城が独鈷に（独鈷城）、やがて扇田にも置かれ（扇田長岡城）、比内郡の中心部が旧比内町域となる。扇田は米代川に面した街道筋の要衝として街場になる。
- 浅利氏滅亡後は秋田藩佐竹氏の所領となる。
- 1868年（慶応4年）- 戊辰戦争で盛岡藩と秋田藩の激戦が繰り広げられ、扇田の街は延焼する。扇田神明社境内での白兵戦は「神明社畷の戦い」と呼ばれる。この戦闘の復讐戦で秋田藩の手伝いをしていた山城みよが流れ弾に当たって死亡、靖国神社合祀の女性第一号となる。
- 1955年（昭和30年）- 扇田町、東館村、西館村、大葛村が合併、比内町となる。
- 1968年（昭和43年）2月1日 - 大館市との境界の変更にともない、大館市大字山館の一部を比内町に編入し、比内町大字扇田字金谷川原の一部を大館市に編入する[5]。
- 1969年（昭和44年）11月1日 - 大館市との境界の変更にともない、大館市大字二井田字浜田の一部を比内町に編入し、比内町大字片貝字家ノ下の一部を大館市に編入する[6]。
- 2002年（平成14年）12月10日 - 大館市との境界の変更にともない、大館市二井田字倉下・字上出向の一部を比内町に編入し、比内町扇田字荒又才川附・字荒又の一部を大館市に編入する[7]。
- 2005年（平成17年）6月20日 - 田代町と共に大館市へ編入される。同日比内町は自治体として廃止となったが、比内町の名は大館市の大字名に付す形で残った。

## 町長
- 畠山重勇（1963-1971）

## 交通

### 鉄道
- 東日本旅客鉄道
  - 花輪線：扇田駅
  - 1944年まで存在した南扇田駅は休止中の扱いである

### 道路
国道103号が中心部を通っていたが、1983年に米代川北岸に大館バイパスが開通し、当町を通らなくなった。また国道285号は1982年に終点が鷹巣町（現北秋田市）から鹿角市に変更され、町の中心部東側を縦断するようになった。
一般国道
- 国道285号
  - 道の駅ひない

主要地方道
- 秋田県道22号比内大葛鹿角線
- 秋田県道52号比内田代線

一般県道
- 秋田県道111号桂瀬笹館線
- 秋田県道135号扇田停車場線
- 秋田県道309号比内森吉線

## 学校

### 小学校
- 比内町立扇田小学校（合併後・大館市立。以下同じ）
- 比内町立八木橋小学校
- 比内町立西館小学校
- 比内町立東館小学校
- 比内町立三岳小学校
- 比内町立大葛小学校

### 中学校
- 比内町立比内中学校（合併後・大館市立）

### 特別支援学校
- 秋田県立比内養護学校（現・秋田県立比内支援学校）

## 施設
- 比内町郷土民俗資料館（合併後 大館市立比内町郷土民俗資料館）
- 大葛金山ふるさと館
- 大葛温泉比内ベニヤマ荘
- 比内町立扇田病院（合併後 大館市立扇田病院）

## 史跡・名勝
- 達子森 - 町のシンボル的存在で薬師神社のある霊山でもあった
- 扇田神明社 - 戊辰戦争の激戦地の一つ
- 正覚寺 - 源義経がもっていたという観音菩薩像がある
- 寿仙寺 - 山城みよの墓所
- 独鈷大日神社
- 西木戸神社 - 藤原泰衡妻を祀る
- 独鈷城
- 扇田長岡城
- 笹館城

## 祭礼
- 比内とりの市 - 1月第4土日曜日
- 扇田盆踊り（ハッタギ踊り） - 8月17-18日。浅利氏がはじめたと伝えられる祖先供養の踊り
- ジャジャシコ祭り - 4月3日。扇田神明社の火伏せの祭り

## 出身有名人
- 明石康 - 元国連事務次長
- 菅原拓也 - プロレスラー
- 立石俊樹 - 俳優